# Jetzt - Lista Pilz
Jetzt - Lista Pilz (in tedesco Jetzt - Liste Pilz, JETZT, letteralmente adesso) è stato un partito politico austriaco, nato nel luglio 2017 da una scissione all'interno dei Verdi e dissolto nel 2020.

## Risultati elettorali
| Elezione          | Voti    | %    | Seggi   |
| ----------------- | ------- | ---- | ------- |
| Parlamentari 2017 | 223.543 | 4,41 | 8 / 183 |
| Europee 2019      | 45.492  | 1,04 | 0 / 18  |
| Parlamentari 2019 | 89.169  | 1,87 | 0 / 183 |